# Il ragazzo nuovo
Il ragazzo nuovo è un film del 2015 diretto da Rudi Rosenberg.

## Trama
Appena trasferitosi dalla campagna a Parigi, Benoit è vittima di bullismo da parte di una banda di ragazzi arroganti. Nella speranza di conquistare la compagna di classe Johanna e di farsi nuovi amici, Benoit organizza una grande festa, ma ad essa si presentano solo tre studenti che il ragazzo scopre essere molto simpatici. Benoit si ritroverà ben presto costretto a dover scegliere tra la vera amicizia e la popolarità.

## Distribuzione
Presentato in anteprima al Festival du Film Francophone d'Angoulême il 30 agosto 2015 e al Festival International du Film de Saint-Jean-de-Luz l'8 ottobre 2015, il film è stato distribuito nei cinema francesi dal 23 dicembre 2015.

## Accoglienza

### Botteghino
Il film ha incassato ai botteghini di tutto il mondo la cifra di 2.638.984 dollari.

## Riconoscimenti
- 2015 - Zagreb Film Festival
  - Audience Award al miglior film
  - Nomination The Golden Pram al miglior film

- 2016 - Buenos Aires International Festival of Independent Cinema
  - Nomination Miglior film

- 2016 - IndieLisboa International Independent Film Festival
  - Audience Award al miglior film
  - IndieJunior Award

- 2017 - Argentinean Film Critics Association Awards
  - Nomination Miglior film straniero

- 2017 - My French Film Festival
  - Filmmakers' Jury Award al miglior film